# Almorabito Moskee
Al Morabito-moskee (Spaans: Mezquita El Morabito) is een moskee in Córdoba, Spanje. De moskee werd tijdens de Spaanse Burgeroorlog gebouwd als een geschenk voor de moslimsoldaten van generaal Francisco Franco en wordt beschouwd als de eerste moderne moskee van Spanje.
Na het overlijden van Franco kwam er een transitieperiode die leidde tot de terugkeer van de democratie. De Vereniging van Moslims in Cordoba vroeg het gemeentebestuur, toen geleid door de burgemeester Julio Anguita, om hen het gebouw te geven, zodat de religieuze cultus hersteld kon worden. De aanvraag werd aanvaard en in 1992 werd het gebouw opnieuw geopend als een moskee.